# Xã Lansing, Quận Mower, Minnesota
Xã Lansing (tiếng Anh: Lansing Township) là một xã thuộc quận Mower, tiểu bang Minnesota, Hoa Kỳ. Năm 2010, dân số của xã này là 941 người.